# 王恒 (企业家)
王恆（1948年—），男，祖籍浙江義烏，美國商人，美国泛太平洋控股、金鹰国际集团及金鷹商貿集團（3308.HK）董事長。

## 生平
1969年，在台湾中国文化大学取得法学学士學位，1973年，在美国東南路易斯安那大學工商管理硕士学位。1978年，他成立位於美國加州的美国泛太平洋控股，1992年，成立金鹰国际集团，到了2005年，他成功帶領分拆金鷹商貿集團(3308.HK)在香港上市。
現在他開始涉足藥業、房地產外，他還付出不少最大公益，包括慈善學校、冬令救济、助残等自發慈善活動。

## 其他公職
- 南京市海外联谊会名誉会长
- 南京市外商投资企业协会副会长、常务理事及理事

## 榮譽
- 南京市荣誉市民奖